# Braccio del Sagittario

Schema della Via Lattea conosciuta; il Braccio del Sagittario è indicato in rosso.

Il Braccio del Sagittario (conosciuto anche come Braccio Carena - Sagittario) è uno dei bracci di spirale più importanti della nostra galassia, la Via Lattea.

## Caratteristiche
Ogni braccio di spirale è una lunga e diffusa corrente di stelle che si irradia dal centro galattico o, nel caso della Via Lattea, dalla sua barra centrale. Il braccio del Sagittario è uno dei più estesi, nonché il braccio immediatamente più interno rispetto al Sole. Si originerebbe dal lato opposto della Galassia, mostrandosi in direzione del Cigno, frapponendosi poi fra noi ed il centro galattico, per dirigersi infine in direzione del Centauro, dove devierebbe ulteriormente verso l'altro lato della Galassia. Quest'ultimo tratto è anche conosciuto col nome di Braccio della Carena, dato che risulta ben visibile nell'omonima costellazione; gran parte degli oggetti della Carena appartengono a questo braccio di spirale.
La parte più densa ricade in direzione della costellazione del Sagittario, da cui prende il nome; questo braccio è anche il principale responsabile dell'oscuramento del centro galattico, visto dalla Terra.
L'esistenza reale di questo braccio è stata messa in dubbio in uno studio condotto nel 2008 tramite il Telescopio Spaziale Spitzer: secondo questo studio, ciò che è stato definito braccio sarebbe in realtà una condensazione di gas e stelle più giovani, una struttura minore rispetto al grande Braccio Scudo-Croce posto più internamente ancora.

## Oggetti
Molti degli oggetti osservabili tra Cigno, Sagittario e Carena appartengono a questo braccio; tra questi:
- M8, la Nebulosa Laguna;
- M11, l'Ammasso dell'Anitra Selvatica;
- M16, la Nebulosa Aquila;
- M17, la Nebulosa Omega;
- M18, un ammasso aperto;
- M20, la Nebulosa Trifida
- M21, un ammasso aperto;
- M24, la Nube stellare del Sagittario;
- M26, un ammasso aperto;
- M55, un ammasso globulare;
- NGC 3372, la Nebulosa di Eta Carinae.